# Passiflora stipulata
Passiflora stipulata là một loài thực vật có hoa trong họ Lạc tiên. Loài này được Aubl. mô tả khoa học đầu tiên năm 1775.